# Shaniko
Shaniko é uma cidade localizada no estado norte-americano de Oregon, no Condado de Wasco.

## Demografia
Segundo o censo norte-americano de 2000, a sua população era de 26 habitantes.
Em 2006, foi estimada uma população de 26, um aumento de 0 (0.0%).

## Geografia
De acordo com o United States Census Bureau tem uma área de
1,2 km², dos quais 1,2 km² cobertos por terra e 0,0 km² cobertos por água. Shaniko localiza-se a aproximadamente 1019m  acima do nível do mar.

## Localidades na vizinhança
O diagrama seguinte representa as localidades num raio de 44 km ao redor de Shaniko.